# Litoria wilcoxii
Litoria wilcoxii é uma espécie de anfíbio anuros da família Hylidae. Está presente na Austrália. A UICN classificou-a como pouco preocupante.